# 하동 고소성
하동 고소성(河東 姑蘇城)은 대한민국 경상남도 하동군 악양면에 있는, 신라 때 돌로 쌓은 산성이다. 1966년 9월 6일 대한민국의 사적 제151호 하동고소성으로 지정되었으나, 2011년 현재의 명칭으로 변경되었다.

## 개요
신라 때 돌로 쌓은 산성으로 능선을 따라 5각형에 가까운 형태를 띠고 있다.
현재 성 안의 특별한 시설물들은 확인되지 않고 있으며 성의 내력에 대해서는 『하동군읍지』가 유일한 자료이다. 이 기록과 성의 위치 및 규모로 보아 신라가 군사적 목적으로 쌓은 것으로 보인다. 최근에는 5세기 전반 고구려 광개토왕이 신라를 거쳐 왜군을 토벌하면서 남하했을 때 쌓은 고구려 계통의 성으로 보는 의견도 제시되고 있다.
성벽은 네모나게 다듬은 돌과 자연석을 사용하여 견고하게 쌓았다. 산성의 동·북·서·남면은 성벽이 거의 완전하게 남아있으나, 서남쪽 섬진강을 굽어보는 구간은 거의 허물어져서 돌무더기만 남아있다.
지리산의 험한 산줄기를 뒤에 두고 섬진강이 앞을 가로막는 천연의 요새로서 남해에서 호남지방으로 들어가는 중요한 길목이다. 이러한 지형을 이용하여 크고 견고하게 지은 산성이다.

## 역사
성의 내력에 대해서는 《하동군읍지》가 유일한 자료이다. 이 기록과 성의 위치 및 규모로 보아 신라가 군사적 목적으로 쌓은 것으로 보인다. 600년대 신라가 백제를 공격할 때 나당연합군이 백제의 원군인 위병의 섬진강 통로를 차단하기 위하여 구축한 성이라는 견해도 있다. 최근에는 5세기 전반 고구려 광개토왕이 남하했을 때 쌓은 고구려 계통의 성으로 보는 의견도 제시되고 있다.

## 구조
이 성은 지리산이 뻗어 내려온 산줄기의 형제봉 중턱 해발 300m의 고지에 위치하고 있다. 성벽은 둘레가 약 800m, 높이는 3.5m ~ 4.5m이며, 그 단면이 사다리형으로 저면폭은 6m, 상면폭은 2m이다 가공한 장방형의 석재를 써서 견고하게 쌓고 남북에 두 개의 성문을 설치하였다.

## 참고 자료
- 하동 고소성 - 국가유산청 국가유산포털